# Барятинский, Григорий Петрович
Григорий Петрович Барятинский (? — † 1652) — князь, голова и воевода во времена правления Михаила Фёдоровича и Алексея Михайловича.
Сын князя Петра Андреевича Барятинского.

## Биография
Находился в Москве при обороне столицы от войск королевича Владислава (1619). Воевода в Яранске (1620-1621). Послан с ратными людьми под Вязьму, где происходило размежевание земель с Литвой (июль 1622). Московский дворянин с окладом 900 четвертей и 70 рублей (1627-1647). Обедал у Государя (1629). Указано ехать в Арзамас, Курмыш и Темников для сбора денег ратным людям (ноябрь 1632). Воевода у Алатарской засеки, воздвигнутый им против крымцев (1635-1636). Воевода Передового полка на Михайлове, указано идти с другими воеводами на Дедилов (март 1637). По плану обороны Москвы ведал от Сретенской улицы до Яузы (сентябрь 1637). На церемонии встречи крымского посла был головою у городовых дворян (23 мая 1638). Получил назначение (24 декабря 1638) быть воеводой на Тюмени, где устраивал крепость (1639-1642). На случай прихода крымских и ногайских отрядов назначен 2-м воеводой в Туле (1644), при отпуске 1-го воеводы в Москву оставлен 1-м воеводой в Туле. Судья Холопьего приказа (1645). Назначен 2-м воеводою в Новгород-Великий (1645-1646). На свадьбе царя Алексея Михайловича с Марьей Ильиничной Милославской, следовал за санями Государыни (16 января 1648).
За московское осадное сидение получил (1619) поместье Федотово в Московском уезде. Позже, эта деревня досталась его племяннику князю Фёдору Семёновичу Барятинскому (1652). Имел свой двор в Москве на Покровке. Бездетен. Умер († 1652).